# Obotritenring

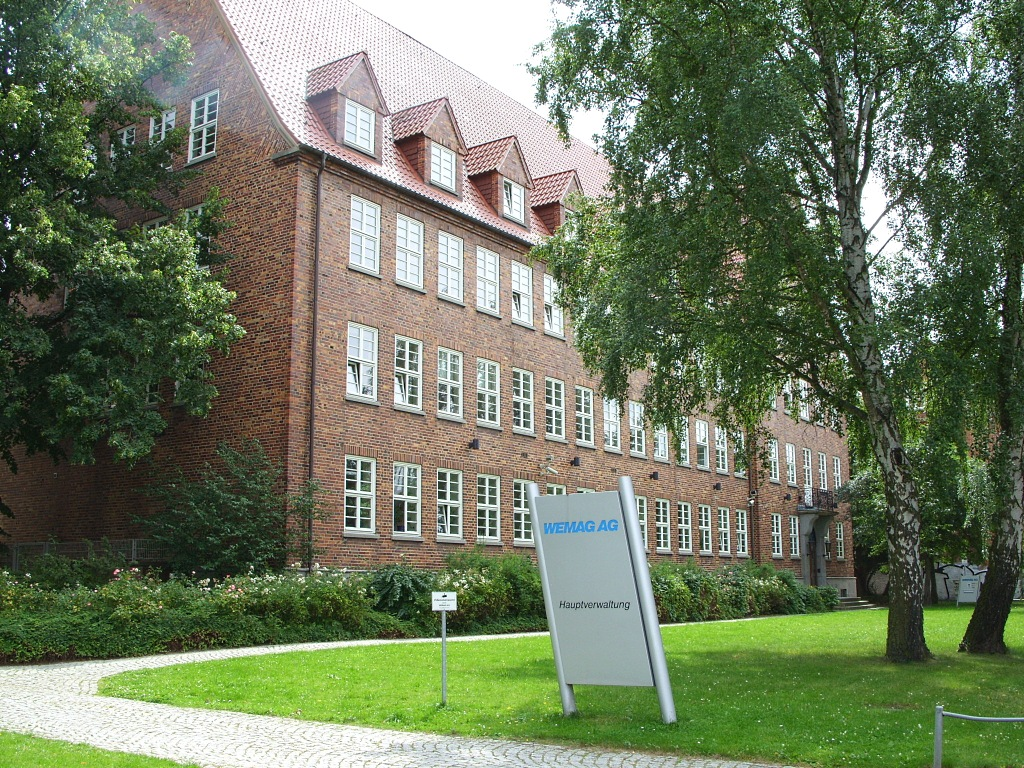
Nr. 40: Hauptverwaltung der WEMAG

Der Obotritenring ist eine 2600 Meter lange Ringstraße in Schwerin, die westlich um die Stadtteile Paulsstadt, Feldstadt und Altstadt führt.

Sie führt in West-, dann Südrichtung von der Knaudtstraße / Alexandrinenstraße / Dr.-Hans-Wolf-Straße bis zur Straße Ostorfer Ufer und der Rogahner Straße in der Feldstadt. Sie führt über die Knaudtstraße / Werderstraße nach Nordosten (Schelfstadt, Werdervorstadt, Güstrow, Rostock), über die Lübecker Straße nach Nordwesten (Weststadt, Lankow), über die Wittenburger Straße nach Westen (Weststadt, Neumühle), über die Rogahner Straße nach Südwesten (Görries, Krebsförden) und über die Straße Ostorfer Ufer nach Süden (Großer Dreesch, Parchim, Ludwigslust).

## Nebenstraßen
Die Neben- und Anschlussstraßen wurden benannt als Bürgermeister-Bade-Platz nach dem früheren Bürgermeister von Schwerin Heinrich Bade (1823–1908), Knaudtstraße nach dem Schweriner Hofrat Johann Friedrich Knaudt (1792–1868), Dr.-Hans-Wolf-Straße 1965 nach dem Arzt (1913–1965), Alexandrinenstraße nach der Erbgroßherzogin von Mecklenburg Alexandrine von Preußen, Wismarsche Straße nach der Hansestadt Wismar, Güterbahnhofstraße nach dem Güterbahnhof, Dr.-Külz-Straße nach dem Politiker (DDP, LDP) und Reichsinnenminister Wilhelm Külz (1875–1948), Robert-Beltz-Straße nach dem Prähistoriker (1854–1942), Pestalozzistraße nach dem Pädagogen Johann Heinrich Pestalozzi (1746–1827), Max-Suhrbier-Straße nach dem Politiker (LPD) (1902–1971), Gerhart-Hauptmann-Straße nach dem Schriftsteller (1862–1946), Lübecker Straße nach der Hansestadt Lübeck, Schillerstraße nach dem Arzt, Dichter und Philosophen (1759–1805), Erich-Weinert-Straße nach dem Schriftsteller (1890–1953), Beethovenstraße nach dem Komponisten (1770–1827), Lessingstraße nach dem Dichter (1729–1781), Jungfernstieg nach dem niederdeutschen Stieg für Steig, Mozartstraße nach dem Komponisten (1756–1791), unbenannter Weg, Demmlerplatz nach dem Hofbaumeister Georg Adolf Demmler, Wittenburger Straße nach der Stadt, Von-Thünen-Straße nach dem Agrarwissenschaftler und Sozialreformer Johann Heinrich von Thünen (1783–1850), Jean-Sibelius-Straße nach dem finnischen Komponisten (1865–1957), Sandstraße, Von-Flotow-Straße nach dem Opernkomponisten Friedrich von Flotow (1812–1883), Voßstraße nach dem Dichter und Übersetzer Johann Heinrich Voß (1751–182), Wallstraße nach der westlichen Zollgrenze mit Torhäusern der Stadt, Ostorfer Ufer nach dem Ostorfer See und Rogahner Straße nach der nahen Gemeinde Klein Rogahn.

## Geschichte

### Name
Der Obotritenring wurde benannt nach dem elbslawischen Stammesverband als frühe Bewohner von Mecklenburg. Der Name leitet sich vom Stamm der Abodriten ab, der um Wismar und Schwerin seit dem Ende des 7. Jahrhunderts ansässig war. Fürst Niklot (um 1100–1160) gilt als Stammvater der Herzöge und Großherzöge von Mecklenburg, die bis 1918 herrschten.

### Entwicklung

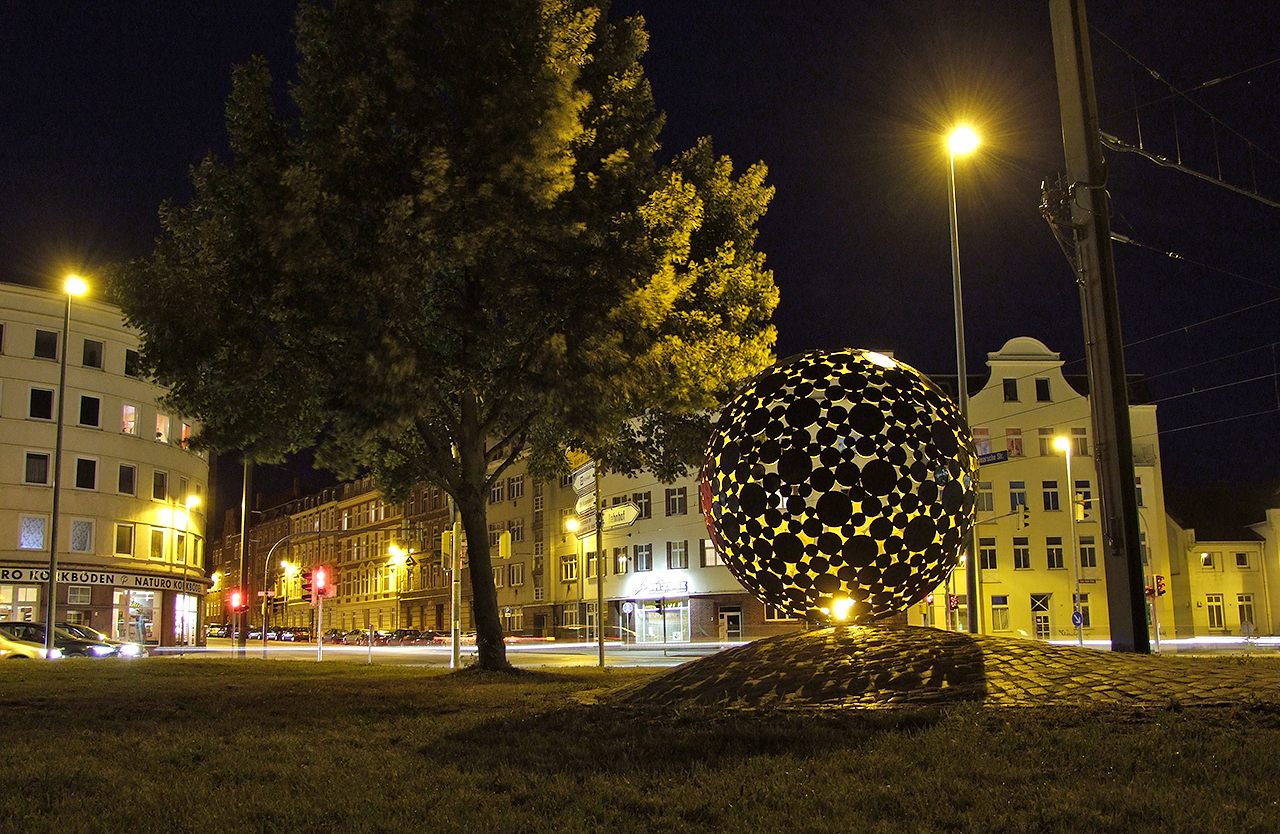
Kreuzung Wismarsche Straße – Obotritenring

Nachdem 1837 Großherzog Paul Friedrich den herzoglichen Hof von Ludwigslust nach Schwerin verlegte, erweiterte sich die Stadt nach Plänen von Hofbaumeister Georg Adolf Demmler auch nach Westen; die Paulsstadt und die Feldstadt erweiterten sich. Der Alte Friedhof entstand seit 1863 westlich der Straße. Im selben Jahr fielen die Binnenzölle weg und der Grenzwall verlor seine Funktion; eine erste Besiedlung westlich vom Wall konnte entstehen. 1857 legte Demmler Pläne zur Erweiterung der Stadt um einen neuen Stadtteil westlich des Obotritenrings vor; der Plan fand 1866 durch die Bürgerschaft keine Zustimmung.
Erst im 20. Jahrhundert ab den 1920er Jahren wurde vermehrt an der Westseite der Straße gebaut. Die Weststadt entwickelte sich erst ab 1955. Der Obotritenring wurde in den 1930er Jahren vierstreifig ausgebaut, wobei der Engpass an der Bahnunterführung erst um 2001 beseitigt werden konnte. An der Rogahner Straße/Obotritenring stand nach 1962 ein Intershop
Verkehrlich wird die die Straße durch die Buslinien 10 und 11 erschlossen und durch die Straßenbahnlinie 2 und Buslinie 12 der Nahverkehr Schwerin GmbH (NVS) gekreuzt.

## Gebäude, Anlagen (Auswahl)

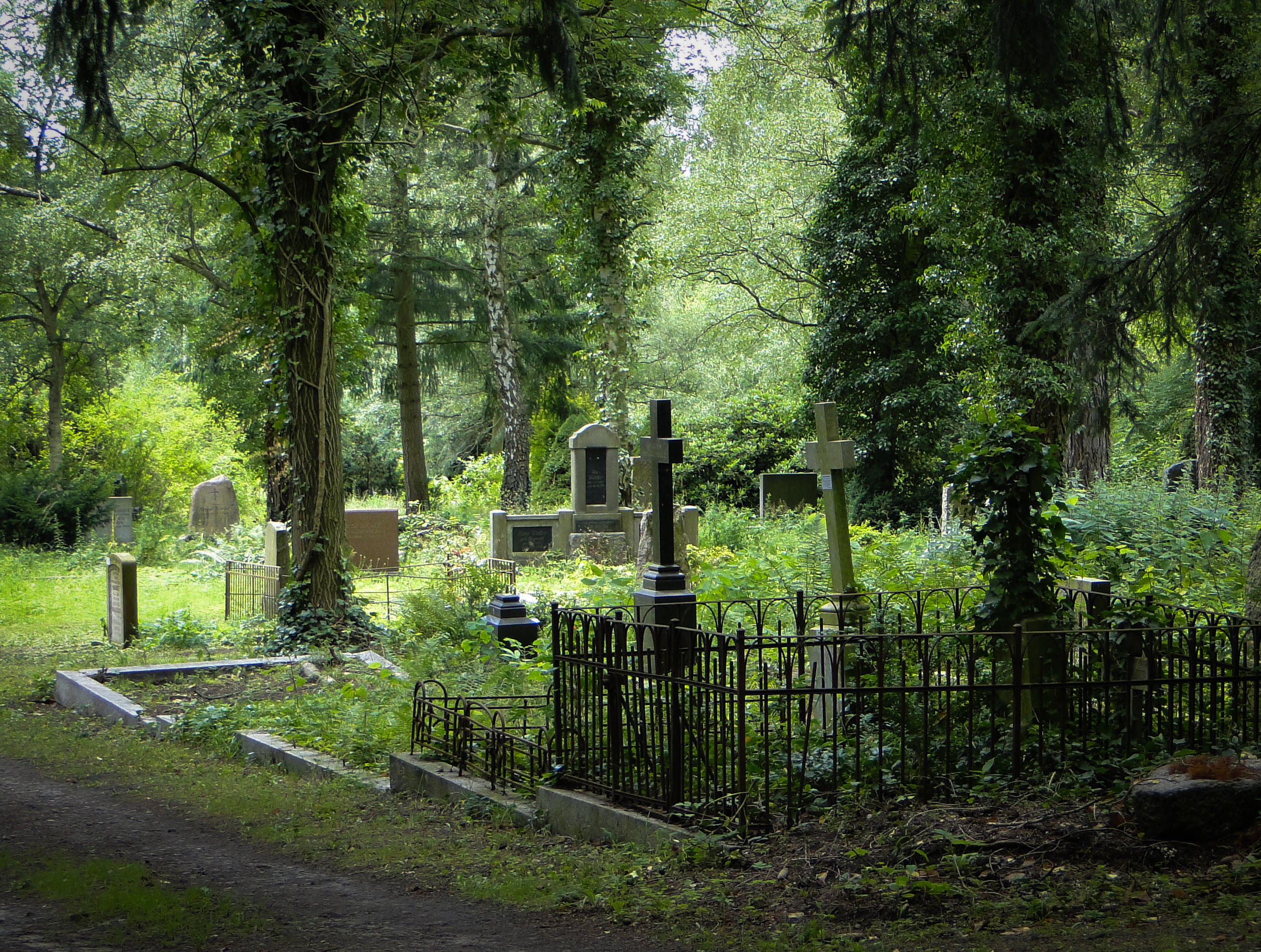
Alter Friedhof

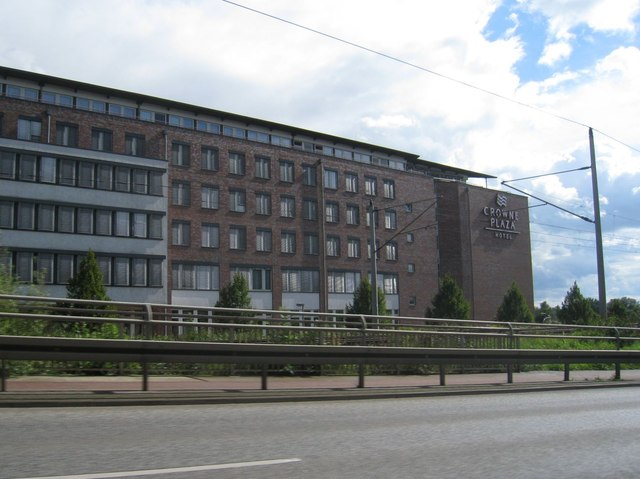
Crowne Plaza Hotel

An der Straße stehen zumeist zwei- bis viergeschossige Gebäude. Die mit (D) gekennzeichneten Häuser stehen unter Denkmalschutz.
- Nr. 1/3 Ecke Wismarsche Straße: Hier stand von 1763 bis 1933 eine Wassermühle als 4-gesch. Ziegelsteinbauwerk mit Fachwerk (siehe Bischofsmühle (Schwerin))
- Nr. 1/3: Brücke über den Aubach, ein Bach im Nordwesten, der im Kleinen Dambecker See entspringt
- Bahnunterführung der Strecke nach Wismar, Rostock und Rhena
- Nr. 40: 3-gesch. verklinkertes Verwaltungsgebäude (Haus A) und 2-gesch. Nebengebäude (Haus B/C) aus den 1920er Jahren (D); Sitz der WEMAG von 1990 als regionaler Energieversorger
- Nr. 50: 3-gesch. Schulgebäude (D) der Beruflichen Schule Wirtschaft und Verwaltung (BSWV)
- Nr. 51 bis 91: 2-gesch. und rückseitig 3-gesch. Wohnhäuser
- Nr. 105: 2-gesch. Wohnhaus (D); ehem. Waisenhaus mit Fachwerkelementen, 3-gesch. Giebelrisalite sowie Walmdach und Krüppelwalmdach
- Nr. 107 und 109: Zwei 2-gesch. Wohnhäuser mit Dachhäusern
- Zwischen Schillerstraße und Demmlerplatz steht östlich das Landgericht Schwerin (bis 1992 Bezirksgericht) mit einem 3-gesch. Gebäudeflügel von 1916 nach Plänen von Ministerialbaurat Paul Ehmig und 3-gesch. Neubauten von nach 2000
- Nr. 108 bis 124: Sechs 3-gesch. Wohnhäuser der 1920/30er Jahre; Eckhäuser mit achteckigem Ecktürmchen
- Wittenburger Straße Nr. 97: 4-gesch. Eck-Wohn- und Geschäftshaus im Stil der Gründerzeit
- Nr. 115: 2-gesch., rückseitig 4-gesch. Wohnhaus (D) mit 3-gesch. Giebelrisalit
- Nr. 117: 2-gesch., rückseitig 3-gesch. Wohnhaus (D) mit Dachhaus
- Nr. 119: 2-gesch., rückseitig 3-gesch. Wohnhaus (D)
- Nr. 143: 2-gesch. Wohnhaus (D) mit Walmdach
- Nr. 144 und 146: 3-gesch. Wohnhaus der 1920/30er Jahre (D) mit 4-gesch. markantem Eingangsrisalit
- Nr. 147: 2-gesch. Wohnhaus (D)
- 148 und 150: 3-gesch. Wohnhäuser ähnlich wie Nr. 144
- Nr. 152 Ecke Sandstraße: 4-gesch. verklinkerte Wohnhäuser
- Platz der Opfer des Faschismus als Park mit Spielplatz
- Nr. 165: 2-gesch. freistehende Villa (D) mit Walmdach
- Nr. 170: 1-gesch. Einkaufszentrum
- Nr. 179: 3-gesch. verklinkertes Wohnhaus der 1920/30er Jahre (D)
- Nr. 181: 3-gesch. verklinkertes Wohnhaus (D)
- Nr. 183: 3-gesch. verklinkertes Wohnhaus (D)
- Nr. 185: 3-gesch. verklinkertes Wohnhaus (D)
- Nr. 187: 3-gesch. verklinkertes Wohnhaus (D)
- Nr. 193–223: 4- und 5-gesch. verklinkerte Wohnhausanlage von 1929 (D) nach Plänen von Friedrich Richard Ostermeyer zusammen mit Wittenburger Straße 106–114 und Jean-Sibelius-Straße 1–18 mit zwei durch einen stark zurückgesetzten Mitteltrakt verbundenen Kopfteilen, die jeweils einen Gemeinschaftshof mit Spielplatz und Wirtschaftseinrichtungen umfassen
- Nr. 245/247: Alter Friedhof (D), Parkfriedhofsanlage von ab 1863 mit 28 Hektar nach Plänen von Gartendirektor Theodor Klett
- Ostseite am Ende der Straße: 4- bis 6-gesch. Gebäude von um 1995 mit Hotel Crowne Plaza und Restaurant sowie Verwaltungen u. a. der Bundesanstalt für Immobilienaufgaben, Staatliches Amt für Umwelt und Natur Schwerin und Staatsanwaltschaft Schwerin

### Denkmale, Gedenken
- Dokumentationszentrum für die Opfer deutscher Diktaturen im Landgericht Schwerin, zugänglich vom Obotritenring
- Friedhof der Opfer des Faschismus gegenüber dem Alten Friedhof am südlichen Obotritenring, Ecke Sandstraße
- Stolpersteine Schwerin bei Gebäude
  - Nr. 122: Für Anna Hubana (1898–1941 ermordet)